# Katherine Jones, Viscountess Ranelagh
Katherine Jones, Viscountess Ranelagh, (geborene Lady Katherine Boyle, * 22. März 1615 in Youghal; † 3. Dezember 1691 in London) war eine angloirische Alchemistin und Mitglied gelehrter Kreise in London.
Katherine Boyle war die Tochter von Richard Boyle, 1. Earl of Cork (1566–1643) und dessen zweiter Gattin Catherine Fenton. Zu ihren Geschwistern gehören der Alchemist und Chemiker Robert Boyle und die Schriftstellerin und Hofdame von Königin Henrietta Maria Mary Rich, Countess of Warwick (1625–1678). Über ihre Erziehung ist nichts genaues bekannt, aber die Familie war wohlhabend und zumindest ihre Brüder erhielten eine gute Erziehung. Mit neun Jahren zog sie zur Familie Beaumont, da sie einen der Söhne heiraten sollte. Nach dem Tod des Familienoberhaupts der Beaumont-Familie wurde daraus nichts und sie zog mit 13 Jahren zurück zu ihren Eltern. Mit 15 Jahren heiratete sie den anglo-irischen Adligen und Politiker Arthur Jones, der 1644 den Titel 2. Viscount Ranelagh erbte, woraufhin Katherine den Höflichkeitstitel Viscountess Ranelagh führte. Die Ehe war nicht glücklich, ihr Mann soll ungehobelt und häufig betrunken gewesen sein. Katherine lebte mit ihren Kindern vorwiegend auf den Besitzungen ihres Gatten in Irland, während ihr Gatte als englischer Unterhausabgeordneter in London sowie als Offizier des Parlamentsheeres im Englischen Bürgerkrieg Karriere machte. Sie hatten vier Kinder, von denen zwei das Erwachsenenalter erreichten:
- Richard Jones, 1. Earl of Ranelagh (1641–1712);
- Lady Catherine Jones, ⚭ (1) Sir William Parsons, 2. Baronet, ⚭ (2) Hugh Montgomery, 1. Earl of Mount Alexander.

1641 verließ sie Irland nach der Rebellion und wohnte in London. Sie befreundete sich mit John Milton (dem sie ihren Neffen Richard Barry und später ihren Sohn Richard als Schüler schickte) und war Mitglied des Kreises von Samuel Hartlib, in den sie ab 1643 von Dorothy Moore (Dorothy Durie) eingeführt wurde. Ihr Bruder Robert Boyle hatte in ihrem Haus in London ein chemisches Labor (dazu beauftragte sie Robert Hooke 1676 mit Umbauten) und sie experimentierten zusammen und arbeiteten wahrscheinlich wissenschaftlich zusammen. Ihre Interessen lagen aber überwiegend in der Pharmazie. Sie hatte Kontakte zu Henry Oldenbourg, der ab 1656 Tutor ihres Sohnes war. In diesem Jahr ging sie wieder mehrere Jahre nach Irland in Familienangelegenheiten. Ab 1668 wohnte ihr Bruder Robert Boyle bei ihr in London. Sie starben wenige Tage nacheinander 1691 und liegen in St. Martins in the Fields begraben.
Sie war Mitglied mehrerer wissenschaftlicher Kreise, die in London vor Gründung der Royal Society bestanden, darunter ein Invisible College, dem auch viele Bekannte von Robert Boyle angehörten. Sie war mit dem Arzt Thomas Willis befreundet und testete und entwickelte mit ihm medizinische Rezepturen, die wahrscheinlich auch den Weg in dessen Pharmacopeia Rationalis (1674) fanden. Sie selbst behandelte mit ihren Rezepturen Bekannte und Freunde. Ihre Rezeptbücher und Briefe sind teilweise erhalten.
Politisch vertrat sie republikanische Ideen (konstitutionelle Monarchie), so in einem Brief an Elisabeth von Böhmen 1646, die sie bat Einfluss auf König Karl I. zu nehmen, damit er mit dem Parlament zusammenarbeitete. Die Frage der Beziehung von König und Parlament diskutierte sie auch im Hartlib-Kreis. Sie war auch Cromwell gegenüber kritische eingestellt und behielt (obwohl Mitglied der Whigs) Einfluss auf Anhänger der Restauration, die sie für Petitionen zugunsten ihres Bruders Roger Boyle, 1. Earl of Orrery und des Herzogs von Ormond nutzte. In der Restauration war sie Anhängerin der Whigs.
Sie trat für religiöse Toleranz mit den Protestanten ein, die nicht der Anglikanischen Kirche angehörten (Nicht-Konformisten). Insbesondere setzte sie sich während der Pest in London dafür ein, dass diese Nicht-Konformisten nicht wie nach einer Gesetzesnovelle 1664 vorgesehen, eingesperrt würden falls sie an religiösen Versammlungen teilnahmen, da dies damals während der Pestjahre einem Todesurteil gleichkam. Ein Discourse on the Plague 1665 ist in den Boyle Papers der Royal Society erhalten.
Ein Porträt von ihr hängt in Lismore Castle.